# Prestige (Rondò Veneziano)
Prestige è il quattordicesimo album in studio dei Rondò Veneziano pubblicato il 31 ottobre 1991 dalla Baby Records-Cleo Music AG.

## Formazione
- Gian Piero Reverberi - direzione d'orchestra, pianoforte, tastiere
- Rondò Veneziano - orchestra

## Descrizione
(Gian Piero Reverberi in un'intervista.)
L'album internazionale si chiama Magica melodia e contiene l'inedito omonimo e Incontro, Prestige è stato sostituito dal brano Barocco del 1990; tutti gli altri brani sono compresi in un diverso ordine. 
La versione ufficiale neerlandese ha come titolo Interlude, ma presenta la stessa scaletta dell'album italiano.

## Tracce

### Prestige
1. Orion (Gian Piero Reverberi e Ivano Pavesi) - 3:06
2. Gentil tenzone (Gian Piero Reverberi e Ivano Pavesi) - 3:24
3. Venezia lunare (Gian Piero Reverberi e Ivano Pavesi) - 3:25
4. Prestige (Gian Piero Reverberi e Ivano Pavesi) - 3:25
5. Idillio (Gian Piero Reverberi e Ivano Pavesi) - 2:50
6. Canto d'addio (Gian Piero Reverberi e Ivano Pavesi) - 3:33
7. Rêver Venise (Gian Piero Reverberi e Ivano Pavesi) - 3:14
8. Damsels (Gian Piero Reverberi e Ivano Pavesi) - 3:00
9. Controcanto (Gian Piero Reverberi e Ivano Pavesi) - 3:29
10. In fuga (Gian Piero Reverberi e Ivano Pavesi) - 3:15
11. Estasi veneziana (Gian Piero Reverberi e Ivano Pavesi) - 3:04
12. Larmes de pluie (Gian Piero Reverberi e Ivano Pavesi) - 4:34

### Magica melodia
1. Magica melodia (Gian Piero Reverberi e Ivano Pavesi) - 3:24
2. Rêver Venise (Gian Piero Reverberi e Ivano Pavesi) - 3:14
3. Venezia lunare (Gian Piero Reverberi e Ivano Pavesi) - 3:25
4. Gentil tenzone (Gian Piero Reverberi e Ivano Pavesi) - 3:24
5. Larmes de pluie (Gian Piero Reverberi e Ivano Pavesi) - 4:34
6. Estasi veneziana (Gian Piero Reverberi e Ivano Pavesi) - 3:04
7. Barocco (Gian Piero Reverberi e Ivano Pavesi) - 3:05
8. Damsels (Gian Piero Reverberi e Ivano Pavesi) - 3:00
9. Controcanto (Gian Piero Reverberi e Ivano Pavesi) - 3:29
10. In fuga (Gian Piero Reverberi e Ivano Pavesi) - 3:15
11. Orion (Gian Piero Reverberi e Ivano Pavesi) - 3:06
12. Canto d'addio (Gian Piero Reverberi e Ivano Pavesi) - 3:33
13. Incontro (Gian Piero Reverberi e Ivano Pavesi) - 2:25

## Classifiche
| Paese    | Posizione raggiunta |
| -------- | ------------------- |
| Francia  | 24                  |
| Germania | 27                  |
| Svizzera | 4                   |